# Storm (Ororo Munroe)
Storm o Tempesta (Ororo Munroe) és una superheroïna de ficció que apareix als comic books publicats per Marvel Comics. El personatge va ser creat per l'escriptor Len Wein i l'artista Dave Cockrum, debutant a Giant-Size X-Men núm.1 (publicat el 25 de febrer de 1975 amb data de portada maig de 1975). La idea original de Cockrum per a un personatge amb el poder del control del clima era un home. Això va canviar després que es va adonar que diverses dones amb habilitats relacionades amb els gats, la seva primera idea per a un heroi femení negre, havien estat creades o estaven en desenvolupament. Storm és membre d'una subespècie de ficció d'éssers humans nascuts amb habilitats sobrehumanes dits mutants i té la capacitat de controlar el clima i l'atmosfera, estant considerada entre els mutants més poderosos del planeta.
Ororo Munroe és filla d'una princesa tribal de Kenya i un pare fotoperiodista nord-americà, es va criar a Harlem i al Caire. Es va quedar òrfena després de la mort dels seus pares enmig d'un conflicte àrab-israelià. Aquest moment també va traumatitzar Munroe, deixant-la amb claustrofòbia amb la qual lluitaria tota la vida. Sota la tutela d'un mestre lladre, un adolescent Munroe es va convertir en un carterista, i d'aquesta manera va ser coneguda pel Professor X.. El professor X més tard convenç a Munroe que s'uneixi als X-Men, un grup d' herois mutants que lluiten per la pau i la igualtat de drets entre mutants i humans, i que utilitzi les seves habilitats per a una major causa i propòsit. Posseint habilitats de lideratge natural i poders formidables propis, Storm ha liderat els X-Men en diverses ocasions i també ha estat membre durant una curta temporada d'altres equips com els Venjadors i els els Quatre Fantàstics, sent el segon personatge en haver format part dels tres principals grups de l'editorial, després de Wolverine i abans que Spiderman fes breument de mentor d'un grup de joves X-Men.
Creada durant l'anomenada edat de bronze dels còmics, Storm és el personatge femení més destacat d'ascendència africana dels còmics. Alguns la consideren com el més important superheroi femení de Marvel Comics, que s'ha comparat favorablement amb la protagonista més famosa de DC Comics, Wonder Woman. Quan Marvel i DC van publicar la minisèrie DC vs. Marvel el 1996, Storm es va enfrontar a Wonder Woman en una batalla individual i va sortir victoriosa a causa de guanyar un vot popular entre els lectors en una època de gran popularitat dels X-Men. La base de dades de Comic Vine la situa com el personatge femení amb més aparicions de tots a tot el món i el novè en total, incloent les aparicions de personatges alternatius com la Storm dels Ultimate X-Men.
Storm també va formar part d'una de les relacions romàntiques de major perfil en tots els còmics. Després d'haver-se casat amb el seu amor de joventut i el seu company superheroic Black Panther, governant de la nació africana de ficció de Wakanda, Munroe es va convertir en reina consort per matrimoni. El títol el va perdre quan es van divorciar més tard.
Storm és un dels personatges més destacats (de qualsevol sexe) de la sèrie X-Men, que va aparèixer en diverses formes de mitjans relacionats amb la franquícia, incloent animació, televisió, videojocs i una sèrie de pel·lícules. El personatge va ser encarnat per primera vegada en acció per Halle Berry a la pel·lícula X-Men de l'any 2000 i les seves seqüeles, i per Alexandra Shipp a la pel·lícula de 2016 X-Men: Apocalypse i també fa un cameo a Deadpool 2.

## Història a les publicacions

### Anys setanta: creació i històries primerenques

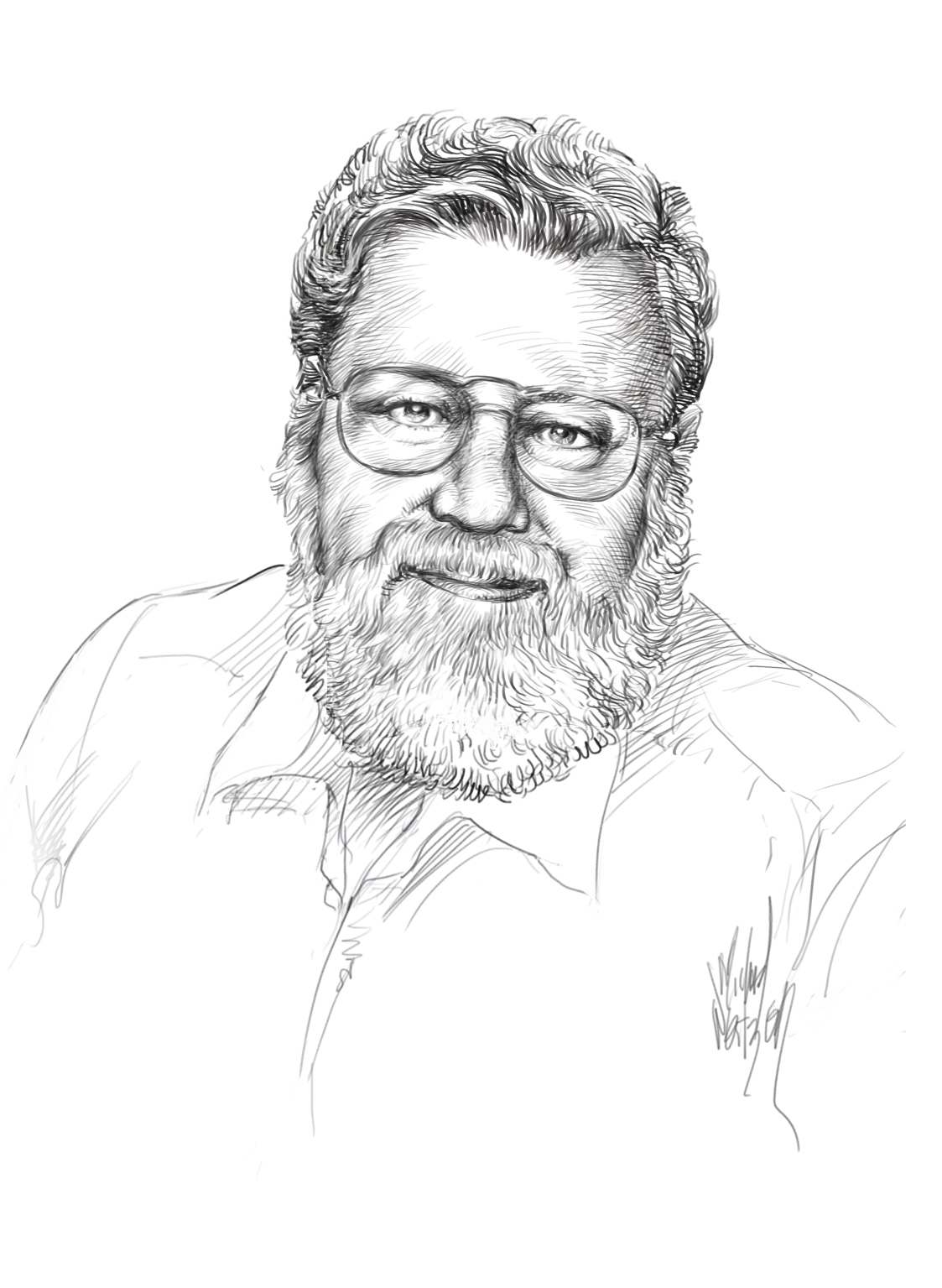
Dave Cockrum vist per Michael Netzer.

El personatge va aparèixer per primera vegada el 1975 en el còmic Giant-Size X-Men núm.1, escrit per Len Wein i dibuixat per Dave Cockrum. En aquest còmic Wein utilitza una batalla contra l'illa vivent de Krakoa per a presentar els nous X-Men, amb els què substituirà els de la primera generació dels anys 60, excepte Ciclop (posteriorment Chris Claremont recuperarà també la seva parella, Jean Grey).
Storm va ser una barreja de dues creacions de Cockrum: Black Cat i Typhoon. Black Cat tenia el vestuari de Storm, excepte la capa, i es va presentar per a la nova formació original de X-Men. No obstant això, durant un hiat en el nou projecte X-Men es van introduir altres personatges de gat com Tigra, cosa que va convertir Black Cat en redundant.
Atès que l'equip creatiu no volia que els X-Men tinguessin una formació integralment masculina, el director editorial Roy Thomas va suggerir a Cockrum que el personatge de Typhoon, que havia dissenyat inicialment com a home, es convertís en la dona del grup. A Cockrum li va agradar la idea i va equipar Typhoon amb el vestit de Black Cat, una capa i un nou tallat amb els cabells blancs. Els col·laboradors de Cockrum temien que els cabells blancs de Storm li fessin semblar més gran, però ell, confiant que podria dibuixar el personatge de manera que semblés jove, va insistir en aquest aspecte. Posteriorment va crear un altre personatge femení amb el nom de Black Cat per a The Amazing Spider-Man i l'univers de Spider-Man; també amb el cabell blanc.

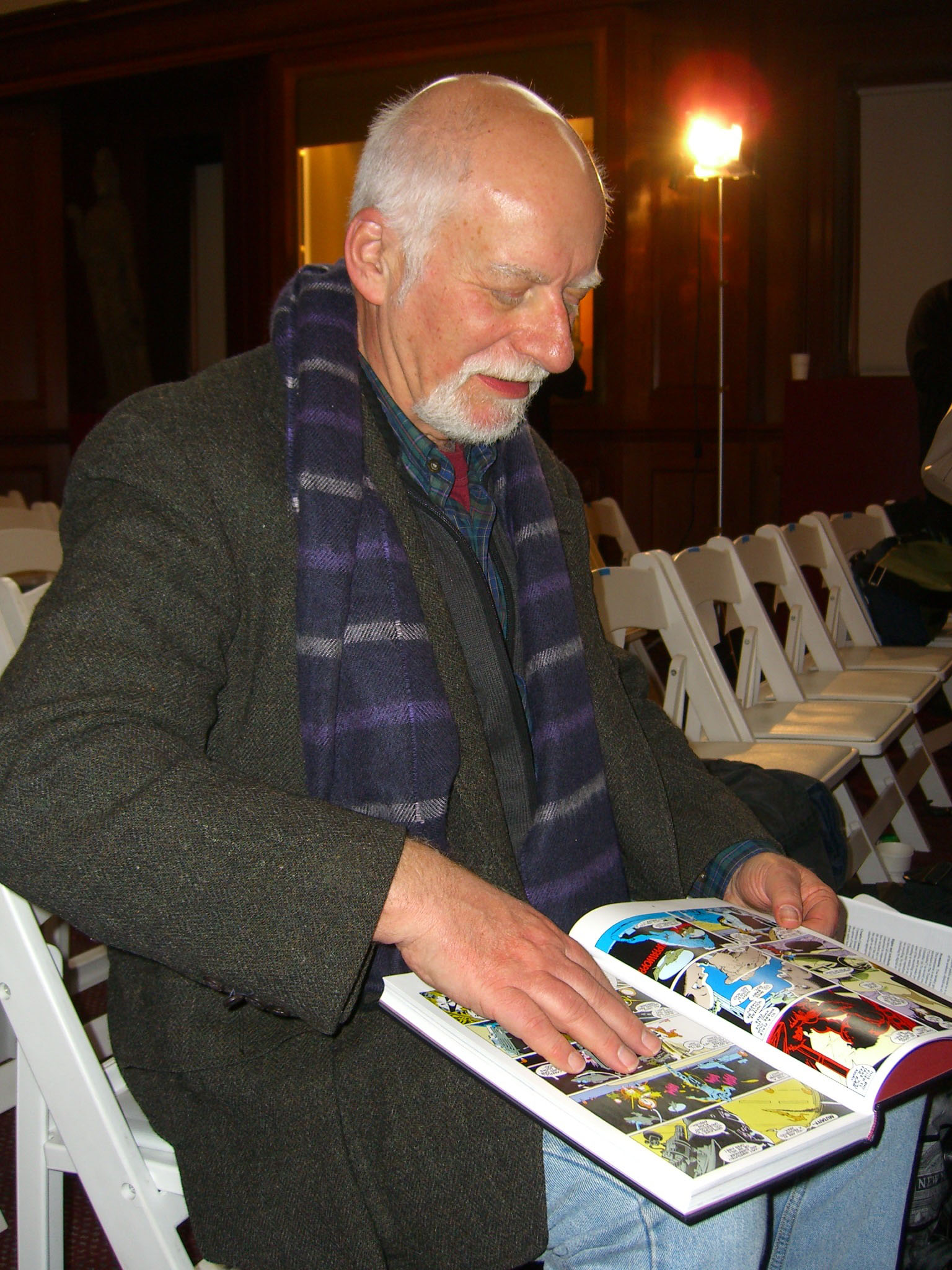
Chris Claremont, el guionista que més cops ha escrit sobre Storm.

Claremont va substituir Wein com a escriptor del títol The X-Men (posteriorment Uncanny X-Men) el 1975, escrivint nombroses històries notables de X-Men, entre elles God Loves, Man Kills, i la saga de Dark Phoenix, que van servir de base per a les pel·lícules X-Men 2 i X-Men: La decisió final, respectivament. En les dues històries, Storm està escrita com el personatge principal de suport. Claremont es va mantenir com l'escriptor principal de X-Men durant els següents 16 anys i, per tant, va escriure la majoria de les publicacions on hi apareixia Storm.

#### Origen a la ficció
A Uncanny X-Men núm.102 (desembre de 1976) Claremont va establir l'origen de Storm. La seva mare, N'Dare, era la princesa d'una tribu a Kenya; descendent d'una llarga línia de bruixes sacerdotesses africanes amb els cabells blancs, ulls blaus, i un do natural per a la bruixeria. N'Dare es va enamorar i es va casar amb el fotoperiodista nord-americà David Munroe. La parella es va traslladar al Harlem, a la zona alta de Nova York, on va néixer Ororo. Més endavant es van traslladar a Egipte, on hi van viure fins que van morir durant la crisi de Suez en un atac aeri, deixant orfe a Ororo als sis anys. La seva violenta claustrofòbia s'estableix com a resultat d'un enterrament sota tones de runes després d'aquest atac. Es va convertir en una lladre hàbil al Caire tutelada pel benigne Achmed el-Gibar i es va passejar pel Serengeti durant la seva joventut. Ella és venerada com una deessa quan apareixen els seus poders abans de ser reclutada pel Professor X per als X-Men a la seva primera aparició.
Claremont hi va posar un afegit a la història de Storm a Uncanny X-Men núm.117 (gener de 1979): abans que el professor X, la reclutès a Giant Size X-Men núm.1 de 1975, ja l'havia conegut de nena al Caire. Com Ororo va créixer als carrers i es converteix en una lladre competent sota la tutela del mestre lladre Achmed el-Gibar, una de les seves víctimes més notables va ser Charles Francis Xavier (posteriorment el Professor X). Aquest va utilitzar els seus poders mentals per a impedir que escapés i va reconèixer el seu potencial. No obstant això, quan Xavier fou atacat mentalment per Amahl Farouk, de malnom Shadow King, els dos homes estaven massa preocupats amb la seva batalla i van permetre que la nena escapés. Tant Xavier com Shadow King van reconèixer a Storm quan se la van retrobar anys més tard.

### Anys vuitanta: aspecte punk i pèrdua de poders
En els següents números, Claremont va mostrar Storm com un personatge serè i independent. Encara que inicialment va mostrar-lo tenint problemes per a adequar-se a la cultura occidental, per exemple, amb l'obligació de portar roba en públic "absurda" per a banyar-se, a Uncanny X-Men núm.139 (novembre de 1980), Claremont la va convertir per primer cop en líder dels X-Men després que Ciclop deixés el grup, una posició de líder que ocupa posteriorment en diverses etapes. Claremont també va establir una relació materna entre Storm i Kitty Pryde, quan aquesta es va unir al grup als 13 anys. Un relat curt de Claremont situat durant la joventut d'Ororo a Kenya que es va incloure a Marvel Team-Up núm.100 (desembre de 1980), va establir que quan tenia 12 anys, va salvar un jove Black Panther d'uns perdonavides racistes. Aquesta història es convertiria més tard en la base per a escriptors posteriors perquè establissin una relació més profunda entre els dos personatges.
A principis dels anys vuitanta, les aventures de Storm escrites per Claremont incloïen una història de space opera en la qual els X-Men lluiten contra una espècie parasitària anomenada Brood. Storm és infectada, incubant un ou que la convertiria en reina d'aquesta espècie, i contempla el suïcidi; però després és rescatada a última hora per part dels Acanti, uns alienígenes d'aspecte similar a les balenes. Claremont va establir la fortalesa de Storm com a personatge en la següent història, en la qual l'antic membre dels X-Men Angel és raptat per un grups mutants anomenat els Morlocks. Els X-Men estaven superats en nombre, i Storm estava malalta pel toc del Morlock anomenat Plague. Per a salvar la vida de Kitty, Storm va desafiar la líder dels morlocks, Callisto, en un duel a mort pel lideratge dels Morlocks; finalment derrota a Callisto apunyalant-la amb un ganivet. Callisto és salvada amb els esforços d'un sanador morlock, i Storm ofereix refugi als Morlocks a la mansió de Xavier, tot i que ho declinen.

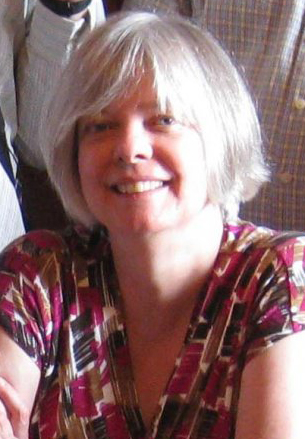
La directora de The Uncanny X-Men Louise Simonson va decidir el nou look de Storm

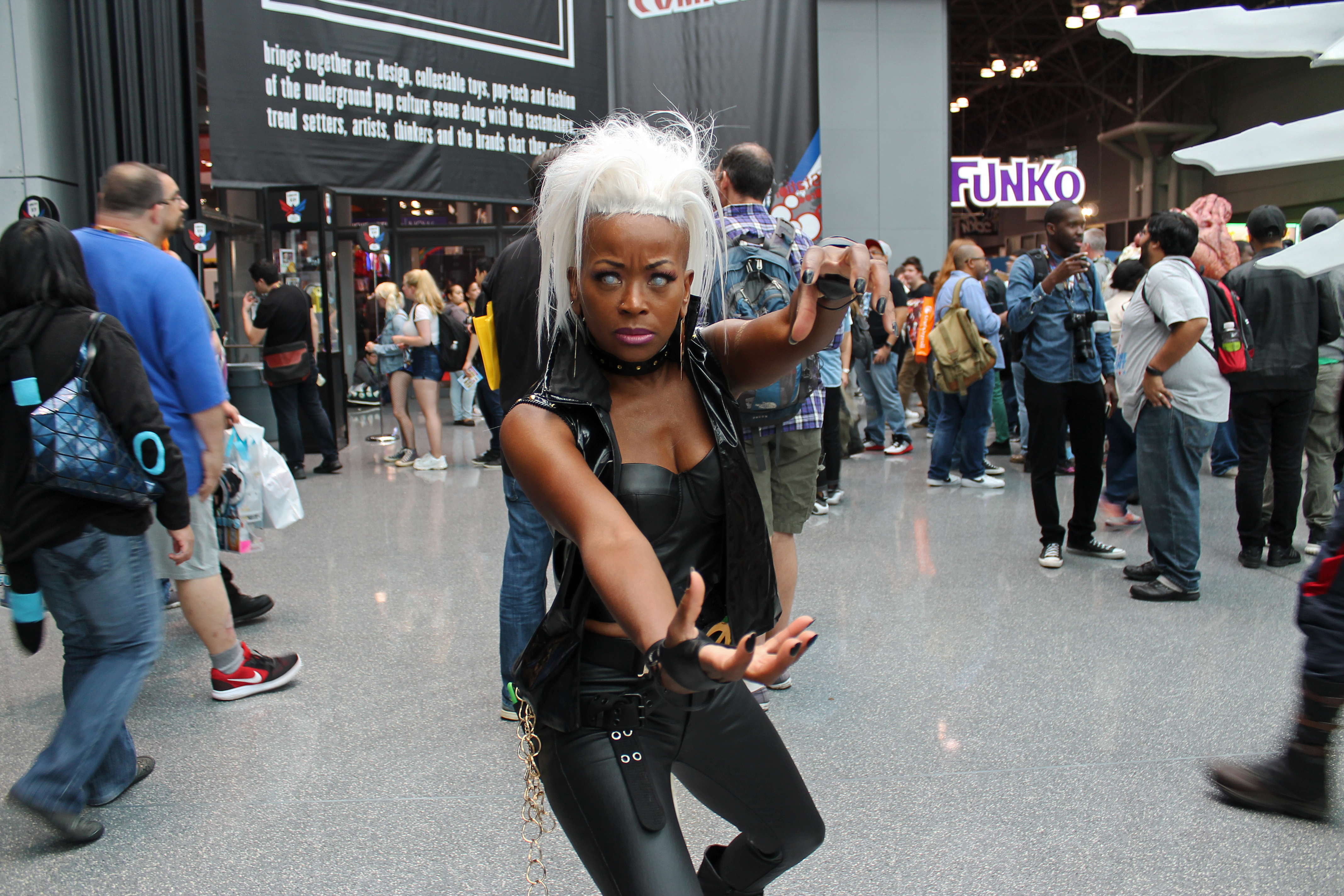
cosplayer de Storm amb el look punk.

A The Uncanny X-Men núm.173, amb data de portada d'octubre de 1983, Claremont i l'artista Paul Smith van crear un nou look per a Storm, abandonant el seu antic vestit per un altre de cuir negre i amb pantalons, i canviant el seu antic vel de cabells blancs en un mohawk punk. El canvi d'aparença es va inspirar en la decisió del seu col·lega Walter Simonson d'afaitar-se la barba i el bigoti mentre estava de vacances amb la seva esposa, la directora dels X-Men, Louise Simonson. A la seva tornada, la filla dels Simonson, Julie, molesta pel nou aspecte del seu pare, va sortir corrent de l'habitació. Quan els editors van decidir canviar l'aparença de Storm, Smith va presentar diversos dissenys, tal com ho explicava en una entrevista del 2008: 
 Vaig fer diversos retrats, tots molt bonics i femenins. Com una broma, vaig incloure una imatge d'ella amb l'aspecte de Mr. T. Ja saps, el tipus de proposta perquè en triïn una altra. Quina va ser la resposta de Weezie [la directora de The Uncanny X-Men, Louise Simonson]? 'Ens penjaran fem el que fem. Cometem l'atrocitat.' Vaig argumentar que era una broma i una idea monstruosament dolenta, però, atès que la meva sortida després del 175 estava fixada abans de començar la meva carrera, el meu vot no comptava. Així que vaig fer el que vaig poder amb el qual tenia... Així que vam anar amb el mohawk ...Però un cop s'hi arriba, va ser una broma de mal gust que es va sortir de mare.

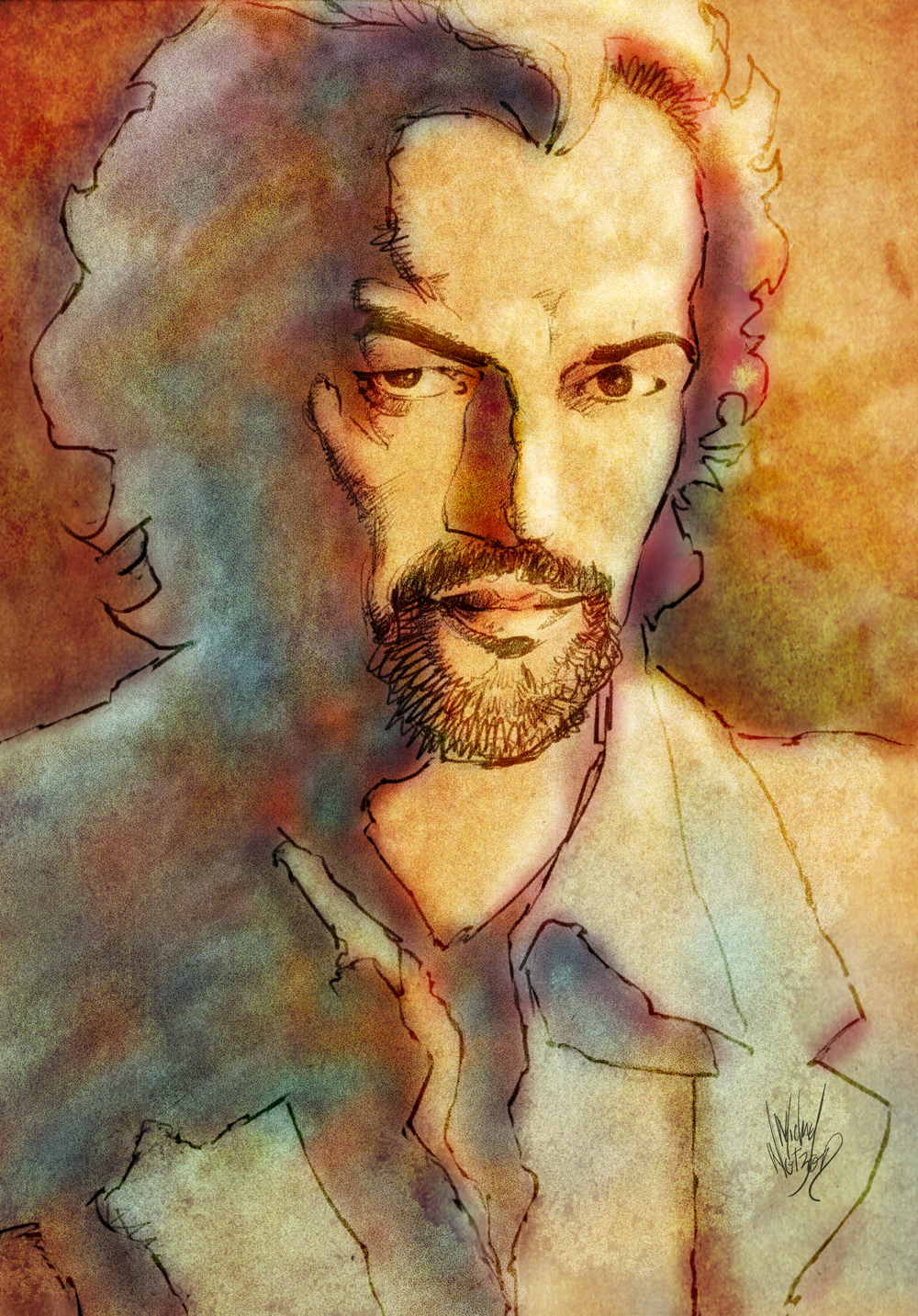
El dibuixant Barry Windsor-Smith vist per Michael Netzer

A la història, la perspectiva de Storm sobre la vida canvia després de les seves lluites amb Brood. Aquests canvis la distancien de Kitty durant un temps. Storm és influenciada per Yukio, amiga de Wolverine amb la qual connecta ràpidament.
Claremont va escriure una història en la qual el també mutant Forge desenvolupa una pistola de potència mutant. L'objectiu previst és un altre X-Man, Rogue, però Storm és impactada al seu lloc, perdent els seus poders. Forge la retorna a casa seva a Dallas, Texas perquè es recupere. Els dos s'enamoren a la història Lifedeath una història especial de 40 pàgines amb un protagonisme gairebé absolut de Storm, dibuixada per Barry Windsor-Smith, però quan descobreix que Forge havia construït l'arma que li va prendre els seus poders, el deixa. Claremont i Windsor-Smith van escriure una altra història protagonitzada per Storm titulada Lifedeath From the heart of darkness en la què es recuperava d'una greu ferida. Encara en van crear una tercera, però va ser rebutjada per l'editorial. Més de deu anys després, el 1999, va ser publicada amb el títol Adastra in Africa per Fantagraphics Books després que Windsor-Smith la reescriguís.
El 1986 sorgí la qüestió de si els X-Men estaven dirigits per Storm o per Ciclop, que ara estava casat amb Madelyne Pryor i acabava de tenir un fill. Els dos van resoldre l'assumpte en un duel a la Sala de Perill on va vèncer Storm. Ciclop es va retirar encara que per un temps molt curt, ja que es va crear una nova sèrie amb l'equip original, anomenada X-Factor. Posteriorment es va explicar durant la història Inferno que les naixents habilitats psíquiques de Madelyne havien sorgit durant aquest duel, sense que ella ni ningú ho sabés, i que havia utilitzat inconscientment aquestes habilitats per a influir en el duel.
Durant la història Fall of the Mutants (1988), Storm es troba atrapada en una altra dimensió amb Forge, que restaura els seus poders elementals. La història s'havia planejat com una sèrie limitada protagonitzada per Storm i Forge, però finalment es va incloure a la pròpia sèrie Uncanny X-Men. Després de reunir-se amb els X-Men, derroten un enemic demoníac anomenat Adversary, en una batalla en què el públic creu que els X-Men han mort. Sobreviuen, amb l'ajut de Lady Roma. Utilitzant un encanteri de Roma que va fer que fossin invisibles per als equips electrònics, els X-Men van establir una nova seu en un petit poble fronterer de l'Outback d'Austràlia, després d'haver expulsat un grup de ciborgs de caça de mutants anomenats Reavers que hi vivien allí. Storm és capturada per la ciborg Nanny. Tot i que es va creure que va morir en aquesta topada, va ressorgir, trobant-se amnèsica com a resultat del seu retorn físic a la infància per culpa de Nanny. Ella és capturada pel telèpata malvat Shadow King i acusada d'assassinat, i finalment torna a convertir-se en lladre. Mentre ella a poc a poc comença a recuperar els seus records, es troba amb Gambit i torna als X-Men amb ell.
En el següent arc argumental, X-Tinction Agenda, és segrestada per la nació explotadora de mutants de Genosha i es transforma temporalment en esclava després que li renten el cervell, però al final es restaura física i mentalment fins al seu estat adult.

### Anys noranta
A l'octubre de 1991 es va rellançar la franquícia X-Men, amb una nova sèrie X-Men (1991). Claremont va escriure Storm com el líder de l'equip Gold mentre que l'altre equip, Blue, era liderat per Ciclop. En el títol de Uncanny X-Men, amb guió de Scott Lobdell, va continuar el romanç entre Storm i Forge, que va culminar amb la proposta de matrimoni d'aquest; però la petita vacil·lació de Storm va ser malinterpretada per Forge, que després rescindeix la seva oferta abans que pugui ser acceptada. Lobdell va esperar fins al novembre de 1993 abans que ell escrivís una reconciliació entre Storm i Forge profundament dolorosa. El 1995 Lobdell va continuar una història tornant a enfrontar els X-Men contra els morlocks. Tal com va fer Claremont amb Callisto el 1983, Lobdell la finalitza amb Storm ferint la seva oponent en el cor, sense saber que la noia morlock, Marrow, té dos cors, amb una bomba adossada a ella. Al febrer de 1996 Storm va obtenir la seva primera miniserie, l'homònima Storm. En la primera història de la sèrie, Warren Ellis escriu que Storm és xuclada fins a una dimensió alternativa i allí s'enfronta al malvat Mikhail Rasputin.

### Anys 2000
A X-Treme X-Men, concebuda per Chris Claremont recentment reintegrat al juliol de 2001, Storm va ser la líder d'aquest equip i un dels personatges centrals del títol fins al seu final en el número 46 (juny de 2004). Durant aquest temps, Storm gaudeix d'un breu coqueteig amb el company més jove dels X-Men Slipstream i és segrestada pel senyor de la guerra intergalàctic Khan. A la sèrie, Storm també es converteix en líder de l'X-Treme Sancions Executive (XSE), un grup especial de policia de mutants encarregats de vetllar per l'autoritat mundial, i una clara referència al futur del què prové Bishop.
Durant la història del 2005 "Decimation", en la qual el 90% dels mutants perden els seus poders, Storm es troba entre els 198 mutants que teòricament conserven els seus poders. Aquell mateix any, la minisèrie Ororo: Before the Storm, de l'escriptor Mark Sumerak, torna a explicar la seva història ampliant els detalls, concentrant-se en la seva relació amb la figura del seu pare adoptiu Achmed el-Gibar durant la seva infància.

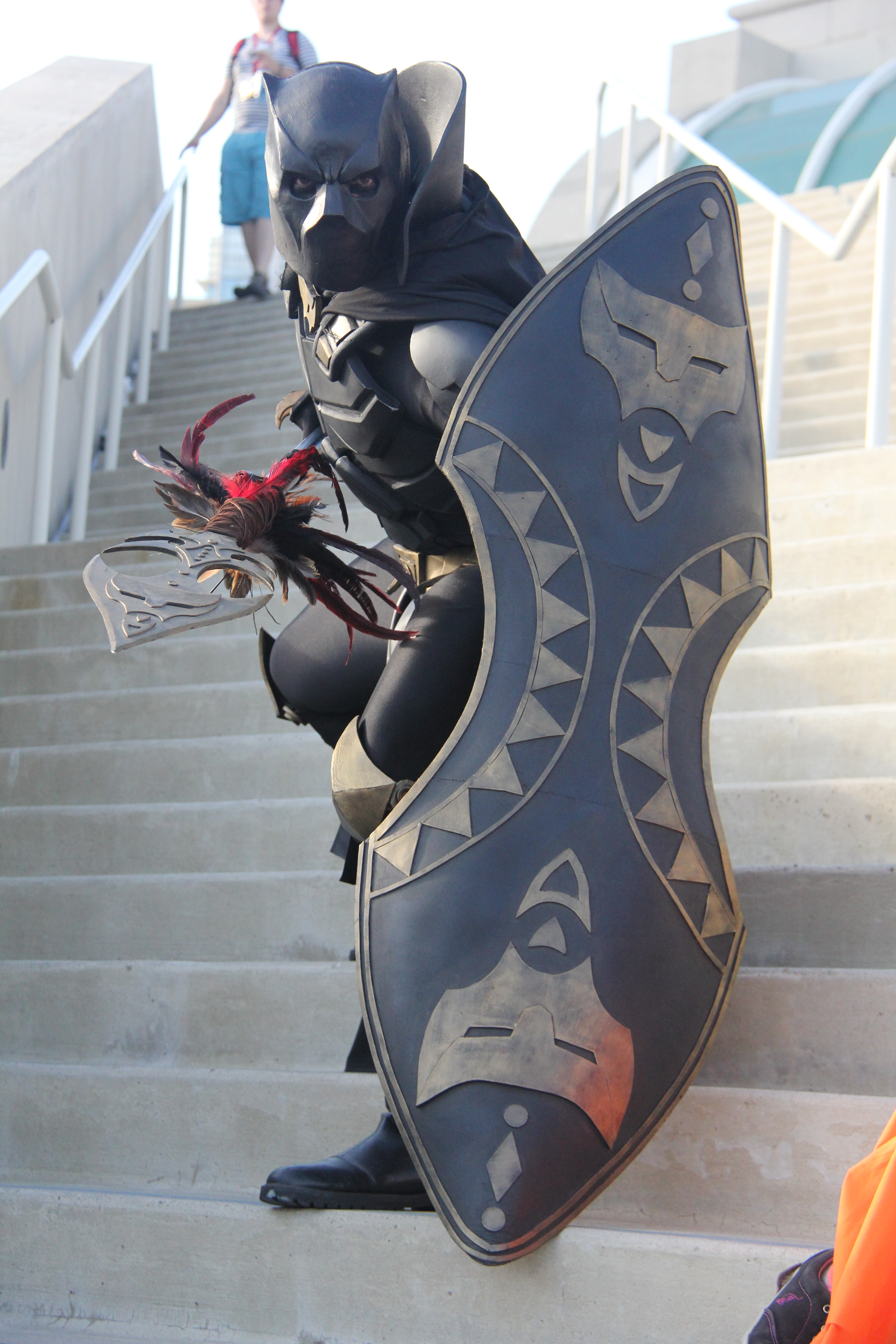
cosplayer de Black Panther.

L'any següent, Marvel Comics va anunciar que Ororo es casaria amb un superheroi africà Black Panther. Eric Jerome Dickey, l'escriptor col·laborador, va explicar que era un moviment explícit per a atreure el públic femení i afroamericà. La història de Storm amb Black Panther, incloent-hi el retrobament inicial dels personatges, va ser escrita retroactivament per Marvel durant el matrimoni. Inicialment, a Marvel Team-Up núm.100 (1980), Storm havia rescatat als dotze anys a Black Panther d'un racista blanc anomenat Andreas de Ruyter, però en la miniserie de Dickey T'Challa salva a Ororo (que encara té dotze anys) de Ruyter i el seu germà. Un salt enrere de Black Panther núm.24 (2006) és ambigu quan es tracta de la seva primera reunió, mentre que a la miniserie representa Ororo donant-li la virginitat a T'Challa uns dies després de la seva trobada. L'escriptor col·laborador Axel Alonso, editor de Black Panther, va afirmar: "La història d'Eric, per a tots els efectes (...) és la història d'origen d'Ororo". La relació va provocar el matrimoni dels dos herois negres més destacats de Marvel Comics a Black Panther núm.18 per part de l'escriptor Reginald Hudlin, el juliol de 2006, com a part de la història de Civil War. El director general de Marvel Comics, Joe Quesada, va donar un gran suport a aquest matrimoni, i va afirmar que era l'equivalent de Marvel Comics del matrimoni de "Lady Diana i el Princep Carles", i esperava que els dos personatges sorgissin enfortits. Shawn Dudley, el dissenyador de vestits guanyador dels premis Emmy de vestuari per Guiding Light, va dissenyar el vestit de núvia de Storm, que va ser revelat en el número del 17 d'abril de TV Guide; tot i que el disseny va ser molt modificat per a l'esdeveniment del còmic. El 2007 quan Mister Fantàstic i la Dona Invisible deixen els Quatre Fantàstics per a fer funcionar el seu matrimoni després de les recents desavinences a la història de Civil War, Storm i Black Panther els substitueixen temporalment. Storm tornarà més tard als X-Men.
Storm s'uneix a la reformada Astonishing X-Men en el seu núm.25 perquè Wakanda és partidària de Mutantes Sans Frontieres i creu que hi hauria d'estar al capdavant. A més també està una mica avorrida de la seva vida com a reina. L'emergència per la reaparició del Shadow King obliga Storm a escollir entre el seu paper de reina i el de membre dels X-Men. Enfront del déu pantera Bast, Storm afirma que no es limita a ser una cosa o l'altra i que no té por de fer el que sigui necessari per a complir amb aquestes responsabilitats. Recuperant el favor de Bast, amb la seva ajuda derrota el Shadow King i Storm decideix que romandrà com a Reina de Wakanda i es quedarà amb els X-Men, negant-se a triar. A la recerca de tornar a aprendre les seves limitacions, T'Challa abandona Àfrica més tard i pren un nou paper com a guardià del barri de Hell's Kitchen de Nova York després dels esdeveniments de Shadowland en substitució del seu amic Daredevil. Tot i que segueixen sent una parella, Storm, trista però respectuosament, accepta la petició de T'Challa d'aïllament temporal perquè pugui retrobar-se a ell mateix.

### Anys 2010

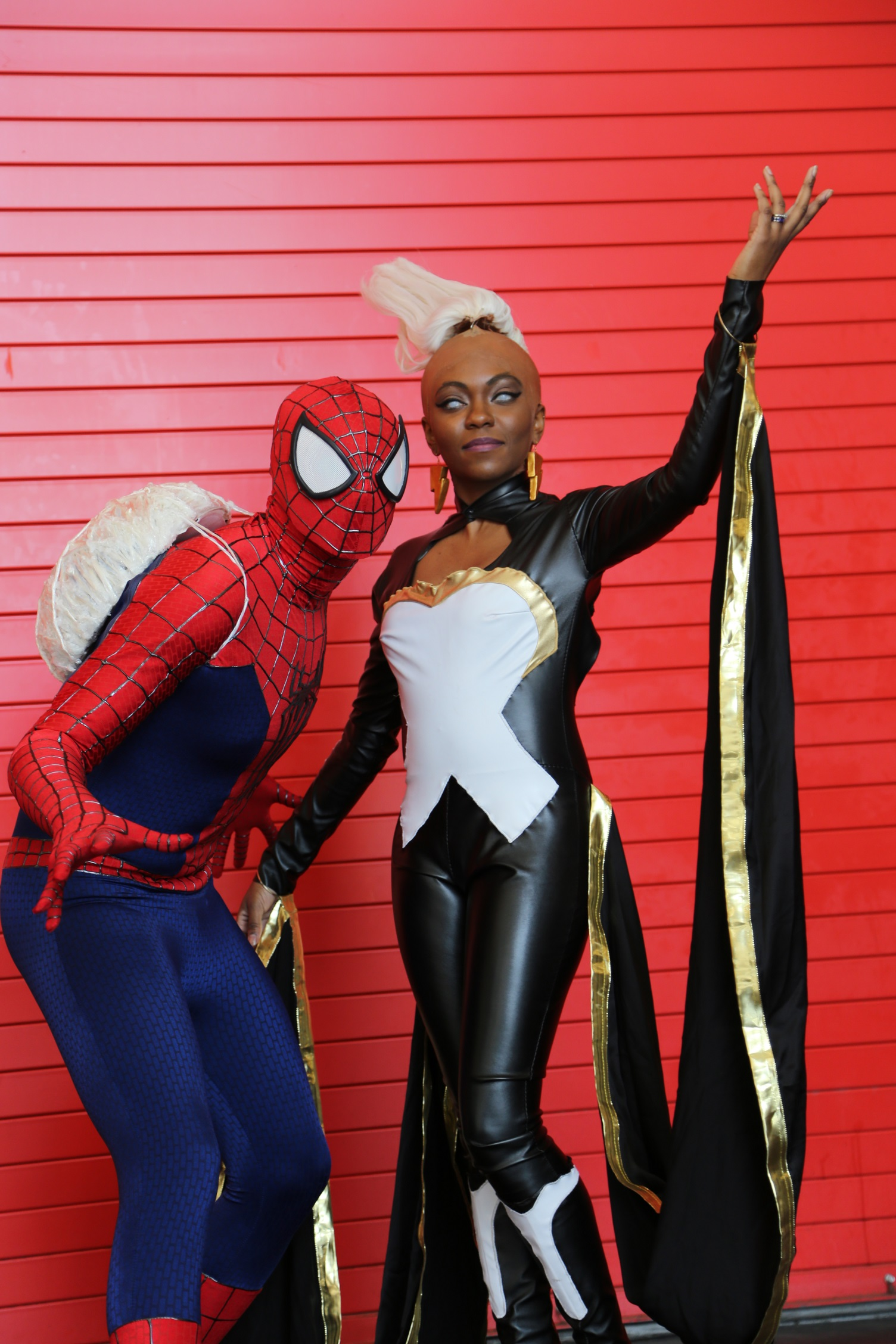
Cosplayers de Spider-Man i Storm, amb un dels molts uniformes que ha portat.

Després de la remodelació dels còmics relacionats amb X-Men de 2011 anomenada X-Men: Regenesis, Storm apareix com a líder d'un equip de X-Men de reconeixement defensiu en el títol en curs de X-Men. Al novembre d'aquest any Storm s'uneix als Venjadors en Avengers Vol. 4 núm.19. Abandona l'equip per a lluitar al costat dels X-Men durant l'esdeveniment "Avengers vs. X-Men", que l'enfronta contra T'Challa (que se situa del costat dels Venjadors). Quan un Namor amb el poder del Fènix destrueix Wakanda, Storm s'adona que els cinc Fènix estan fora de control i torna per ajudar els Venjadors. No obstant això, ella se sorprèn quan T'Challa li diu que ha anul·lat el seu matrimoni.
A l'abril de 2013 a Marvel va crear una nova sèrie femenina que es deia simplement X-Men. Escrita per Brian Wood amb art d'Olivier Coipel, X-Men inclou un equip format per Storm, Jubilee, Rogue, Kitty Pryde, Rachel Grey, i Psylocke.
A finals de 2013 Marvel va estrenar una nova sèrie d'Amazing X-Men (títol que ja s'havia publicat durant l'Age of Apocalypsis) de la mà de l'escriptor Jason Aaron, que va incloure Storm com un membre de l'equip.
El juliol de 2014 va debutar amb una sèrie individual de Storm escrita per Greg Pak, amb dibuix de Victor Inanez, que només va arribar als 11 números.
Després de la història de "Secret Wars", Storm es va convertir en el líder d'Extraordinary X-Men. L'objectiu de l'equip era proporcionar un refugi segur per als mutants després del llançament de la Terrigen Mist, que és tòxica per als mutants. Storm condueix els X-Men a una guerra contra els Inhumans.
Després de la guerra amb els Inhumans, Storm es retira com a líder dels X-Men i és substituïda per Kitty Pryde. No obstant això, continua sent membre de l'equip a X-Men: Gold. A més, Storm apareix com a membre del repartiment de Black Panther and The Crew abans de la seva cancel·lació. El martell màgic de Storm, dit Stormcaster, torna a ella. Posteriorment Munroe s'uneix a l'equip dels X-Men: Red, liderat per la recentment ressuscitada Jean Grey. Durant la cerca de Wolverine, Storm ajuda als X-Men a buscar-lo per Madripoor.

## Importància històrica
Storm va ser un dels primers personatges negres dels còmics i la primera dona negra, a excepció de Misty Knight, que s'havia donat a conèixer en un còmic datat de març de 1975 (encara que ja havia aparegut anomenada el 1972 a Marvel Team-Up núm.1), amb un paper important o secundari a les dues grans cases de còmics, Marvel Comics i DC Comics. Dintre d'aquestes dues companyies, el seu debut del 1975 només va ser precedit per uns quants personatges negres masculins i la citada Misty Knight. A Marvel Comics els personatges anteriors van ser Gabe Jones (que va debutar el 1963), Black Panther (1966), Bill Foster (1966), i els personatges secundaris de Spider-Man Joe Robertson (1967), el seu fill Randy (1968), Hobie Brown (Prowler) i Falcon (1969), Luke Cage (1972), Blade (1973), Abe Brown (1974), i Misty Knight (març de 1975, anomenada el març de 1972). A DC Comics va ser precedida per Mal Duncan, membre de Teen Titans, que va debutar el 1970 amb el comandant de la Llanterna Verda, John Stewart (1971), i Shilo Norman, protegit de Mister Miracle (1973); va precedir als altres herois negres de DC, com el membre de la Legion of Super-Heroes, Tyroc (que va debutar el 1976), Black Lightning (1977), Bumblebee (1977), Cyborg (1980), Vixen (1981) i l'Amazing Man (1983). Marvel va crear pocs personatges negres durant aquells anys, entre els quals hi destaquen Jim Rhodes, futur War Machine (1979), Cloak (1982), i Monica Rambeau, la segona Captain Marvel de l'editorial (1982). Tot i que no és el primer personatge negre a ser introduït, ja des de la seva creació Storm es manté com el superheroi negre (de qualsevol gènere) més reeixit i reconeixible.
Gladys L. Knight, autor de Female Action Heroes: A Guide to Women in Comics, Video games, Film and Television (2010) va escriure que "dos aspectes definitoris de la seva personalitat són la seva identitat racial i el seu estatus social com a mutant". Els X-Men han representat simbòlicament les minories marginades i el debut de la sèrie X-Men va coincidir amb el Moviment dels Drets Civils, en el qual la seva difícil situació de mutants reflectia la dels afroamericans. La creació de Storm en particular "va ser durant l'apogeu de les pel·lícules del blaxploitation".

## Biografia del personatge de ficció

### Origen
Des de la seva creació el 1975, la biografia de Storm es va mantenir sense variacions. El marc va ser establert primer per Chris Claremont, que va explicar la seva història a The X-Men n°102 (1976), n°113 (1978) i n°117 (1979). Algunes modificacions es van fer el 2005 i el 2006, quan els escriptors Mark Sumerak i Eric Jerome Dickey, respectivament van reescriure part de la seva història primerenca a les minisèries Ororo: Before the Storm i Storm (vol. 2).
Segons el cànon establert per Marvel, Ororo Munroe neix a Nova York com la filla de la princesa tribal de Kenya N'Dare i el fotògraf nord-americà David Munroe. Quan Ororo té sis mesos, ella i els seus pares es traslladen a la capital egípcia del Caire. Cinc anys més tard, durant la crisi de Suez, un avió de combat 
s'estavella contra la casa dels seus pares, matant-los. Enterrada sota tones de runa, Ororo sobreviu, però queda orfa i amb una intensa claustrofòbia. El seu temor va ser llavors tan intens que se suposava que s'enfonsava en una posició fetal i s'apropava a un estat catatònic. A finals dels anys 2000, no obstant això, escriptors com Ed Brubaker i Christopher Yost han indicat que Storm havia vençut la seva claustrofòbia i ara es podia moure lliurement en espais reduïts, fins i tot durant llargs períodes. Després de la mort dels seus pares, Ororo recorre els carrerons del Caire durant unes quantes setmanes, fins que és rebuda pel senyor dels carteristes Achmed el-Gibar i es converteix en una prolífica lladre; entre les seves víctimes hi va ser el seu futur mentor, Charles Xavier, que s'hi trobava allí per tal de conèixer el Shadow King. Va deixar El Caire i va viatjar pel Serengeti on coneix a T'Challa, que es convertiria en el seu futur marit. Malgrat els forts sentiments mutus, la futura parella es va separar.
Quan Ororo es trobava al Serengeti, es va manifestar la seva capacitat mutant de controlar el clima. Al cap de poc temps, va conèixer la sacerdotessa, Ainet, que la va acollir i es va convertir en la seva mare adoptiva. Un dia que el seu poble patia una terrible sequera, Storm va manipular el temps durant dies per a ajudar-los. Fent això, es va retirar del curs de l'ordre natural i nombrosos pobles van patir sequeres i van morir centenars d'animals. Sentint els danys que havia provocat Ainet li va dir a Storm que el seu gest va ser afectuós però poc considerat, pels danys que havia causat. Ainet va aprofitar aquesta oportunitat per a explicar-li com funcionaven els seus poders amb la natura i com podia arreglar el problema distribuint correctament la pluja.

### Membre dels X-Men
Durant un temps és venerada com una deessa de la pluja per una tribu africana, practicant nudisme i espiritualitat tribal, abans de ser reclutada pel professor X en els X-Men. Ororo rep el malnom de "Storm" i s'estabilitza amb un caràcter fort i serè. Al principi de la seva carrera amb els X-Men, sofreix un gran atac claustrofòbic, cosa que provoca una revelació del seu origen als seus companys d'equip. Quan Magneto captura l'equip, Storm allibera els X-Men de la captivitat. Storm és després capturada per la Reina Blanca del Hellfire Club, conduint a l'enfrontament dels X-Men amb Dark Phoenix. Ella es converteix en la líder adjunta dels X-Men, i substitueix el seu col·lega Ciclop com a líder dels X-Men, després de la mort aparent de Jean Grey. Storm inicialment es trobava insegura en el seu nou paper, però, amb el suport dels seus companys, aviat es va convertir en un líder capaç; paper que ocupa durant la major part del temps en què és membre de l'equip. Per aleshores va embogir convertida breument en "Rogue Storm", i fins i tot va canviar de cos amb la Reina Blanca. És atacada per Dràcula, i derrota a Callisto després que aquesta segresti a Angel, convertint-se en la nova líder dels morlocks. Seguint el seu lideratge dels morlocks a través del combat amb Calisto, Storm comença a desenvolupar un costat més fosc, però no es queda amb ells sinó que continua amb els X-Men. Una decisió que pesaria sobre la seva consciència quan més endavant els morlocks van ser atacats pels marauders.
Quan els X-Men són convidats al Japó al casament de Wolverine amb Mariko Yashida, coneix l'amiga de Wolverine, Yukio, i les dues es fan amigues ràpidament. Storm s'inspira en Yukio, que anima Storm a abraçar el seu costat fosc emergent. Això fa que Storm canviï dràsticament el seu aspecte exterior per a fer-lo coincidir amb el seu jo interior i, així, donar-li el seu icònic aspecte punk.
En una història que va començar el 1984, Storm va ser privada dels seus poders sobrehumans per una arma d'energia disparada per Henry Peter Gyrich; desconeixent-ho ella, aquest dispositiu havia estat dissenyat per l'inventor mutant Forge. Posteriorment, Ororo s'enamora de Forge, però el deixa quan descobreix que és l'inventor de l'arma. Ella ajuda a Forge a enfrontar els dire wraiths, abans de deixar-lo per a tornar a formar part dels X-Men, encara que es trobi sense poders. Ajuda els New Mutants contra el Shadow King Amahl Farouk. Després viatja a Asgard amb els X-Men, on és esclavitzada breument per Loki. És gairebé assassinada en un enfrontament amb els bessons Fenris. Derrota a Cyclops en un duel i es converteix en el líder dels X-Men. Durant la història de "Fall of the Mutants", es retroba amb Forge, recupera els seus poders sobrehumans, i mor amb els X-Men sacrificant la força vital per tal de derrotar l'Adversary; són ressuscitats per Roma. El grup es desplaça a Austràlia, ocupant la base dels reavers. És tornada a la infantesa per la mutant Nanny, coneix a Gambit, i finalment es retornada a l'edat adulta pel Doctor David Moreau, mentre es troba esclavitzada. Recupera la seva lliure voluntat i escapa de la captivitat. Pel que fa a la seva vida personal, es relaciona sentimentalment amb el seu company dels X-Men Forge, i fins i tot considera casar-se amb ell abans que ell retiri la seva proposta convençut que ella anava a rebutjar-la.
Storm continua en el si de la Patrulla-X liderant el grup, a vegades al costat de Ciclop. L'ingrés de Marrow suposa un punt de tensió entre ella i la nova membre, ja que aquesta està carregada d'odi i agressivitat fins al punt que en el passat l'havia obligat a apunyalar-la sense saber que tenia dos cors. Finalment es reforma, encara que acaba abandonant el grup.

### X-Treme X-Men
Storm lidera durant un temps un grup dissident de X-Men. En aquesta època es veuen obligats a fer front a la invasió extradimensional del conquistador Khan. Storm es raptada per Khan, que pretén fer-la seva consort, però, Ororo aconsegueix escapar de l'harem ajudant diversos dels seus companys a avortar la invasió des del món base de l'exèrcit invasor de Khan.
Com a conseqüència de la lluita contra Khan, Ororo resulta greument ferida i, fins i tot, està a punt de perdre la vida. Jean Grey utilitza els seus poders de Fénix per a ajudar-la a no abandonar la seva força vital. Storm ha d'apartar-se de la vida activa dels X-Men i es sotmet a una dura teràpia de rehabilitació.
A petició del Coronel Vazhin, Ororo viatja fins a Tòquio per investigar l'existència de grups de gladiadors il·legals mutants. Amb l'ajuda de Yukio, Storm aconsegueix convertir-se en la campiona del grup de Masato Koga. No obstant això, cau en un parany de Masque, que controla un altre grup de gladiadors que compta com a campió amb Callisto. Masque intentar doblegar Storm mitjançant una intensa pressió psíquica exercida pels seus sicaris. Després d'unes setmanes de seguir-li el joc a Masque, aquest fa a un tracte amb l'esclavista Tullamore Vogue. No obstant això, abans que pugui concretar la venda el grup de Masato Koga li ofereix l'oportunitat a Storm i Callisto d'alliberar-se del control de Masque, a qui derroten fàcilment.

### Matrimoni amb T'Challa
Després que el 90% dels mutants del món perdin els seus poders, Storm deixa els X-Men per a anar a Àfrica; recupera la seva relació amb T'Challa, ara un superheroi dit Black Panther; es casa amb ell; i es converteix en la reina del regne de Wakanda i s'uneix als nous Quatre Fantàstics al costat del seu marit quan Reed i Sue es prenen un temps per a ells. En una missió a l'espai, el Watcher li va dir a Black Panther i Storm que els seus fills tindrien un destí especial. Després del retorn de Reed i Sue als Quatre Fantàstics, Storm i la Pantera Negra en surten, amb Storm tornant als X-Men per a ajudar-los amb els esdeveniments narrats a Messiah Complex.
Després de tornar a formar part dels X-Men, Storm confronta a Ciclop sobre la seva posició com a membre dels X-Men i reina. Ciclop li recorda que li va fer triar entre la família i el deure abans, i que necessita prendre la mateixa decisió. Storm reacciona tornant a Wakanda per enfrontar-se amb una Pantera Negra desanimada, encara que es revela més tard que la Pantera Negra havia estat posseïda pel Shadow King. Després d'incapacitar el posseït T'Challa, Storm lluita contra el Ciclop, que també havia estat capturat mentalment pel Shadow King (i tenia l'objectiu de matar els altres X-Men). Després Shadow pren el control de Storm, només per a ser devorat per Bast, el Déu Pantera, que havia acceptat amagar-se dins de la ment de Storm per a venjar-se del Rei de les Ombres per posseir a T'Challa.
Alguns mesos més tard, accepta la proposta del Capità Amèrica d'unir-se als Venjadors. Durant la presentació del nou grup Norman Osborn els acusa de crims contra ell i HAMMER. Durant la recerca d'Osborn, ella i Red Hulk són capturats; si bé Quake els allibera poc després i els Venjadors aconsegueixen derrotar Osborn. Però el Capità Amèrica subestima la lleialtat de Tempesta cap als seus companys i, quan la crida per a oposar-se a ells per l'arribada de la Força Fénix, Tempesta s'enfada amb ell i torna a Utopia. L'enfrontament contra el seu marit va fer que Tempesta llancés el seu anell de matrimoni i l'Alt Sacerdot del Culte de la Pantera l'anul·lés. Malgrat tot, quan els esdeveniments avancen i els Cinc Fènix comencen a perdre el control, Storm decideix donar suport als Venjadors.

### Retorn a l'escola i relació amb Wolverine
Storm torna a l'escola de Xavier, ara anomenada Jean Grey, i es contractada immediatament com a professora. No obstant això, quan Beast porta al present els X-Men originals quan encara eren adolescents, Kitty Pryde s'encarrega de formar-los i guiar-los, i li demana a Storm que es converteixi en la directora de l'escola en el seu lloc i ella ho accepta. Durant aquesta època comença una relació amb Wolverine, que acaba quan aquest deixa el grup després de perdre els seus poders de regeneració. La mort de Logan afecta a Storm que no gosa utilitzar els seus poders. Hank la porta en una llançadora fins a l'estratosfera perquè pugui descarregar els seus poders climàtics sense afectar la Terra. Així crea una aurora polar de mida planetària.

### Després de Wolverine
Storm es converteix novament en única líder dels X-Men. Es descobreix que el Terrigen que s'havia alliberat alguns mesos enrere per tot el món per culpa del rei dels Inhumans Black Bolt era perillós per als mutants i els provocava una malaltia mortal. Amb l'ajuda del Doctor Strange i altres místics, la totalitat de l'escola Jean Grey és traslladada al regne de Limbo, a un territori dit X-Haven; on tots els mutants seran benvinguts i estaran segurs del Terrigen. Un temps després Black Panther demana l'ajuda de Storm per a lluitar contra una força revolucionària a Wakanda, obrint les portes a una reconciliació. Els X-Men descobreixen que el Terrigen està a punt d'assimilar-se plenament a l'atmosfera, convertint la Terra en totalment inhabitable per als mutants. Ororo intenta destruir els núvols de terrigen, el què condueix els X-Men a una guerra contra els Inhumans. Els Inhumans i els X-Men arriben a un enteniment i el darrer núvol és destruït per la reina Medusa. Després de la resolució del conflicte, Storm tria passar les regnes del lideratge a Kitty Pryde, creient que ja no és apta per a servir entre els X-Men, però Kitty la convenç de romandre en l'equip.

### La tornada del martell
Quan la mare adoptiva d'Orin va ser perseguida pels fidels d'un nou déu que denunciaven la divinitat d'Ororo, ella va pregar als vells déus de donar-li al seu fill el poder de la divinitat. Abans de morir, la seva crida és resposta pel martell que havia portat a Asgard Stormcaster. El martell místic es desperta i va buscar a Storm que era enmig d'una de les seves aventures amb els X-Men, així aquesta recupera les habilitats que el martell li havia concedit quan havia estat esclavitzada per Loki. Després d'assabentar-se de la mort d'Ainet poc temps després, Ororo viatja a Kenya i s'enfronta al nou déu fosc adorat pel seu antic poble, Uovu. Uovu intenta portar Ororo al seu bandol, utilitzant els seus poders per a ressuscitar els seus pares. Ororo descobreix les catacumbes on Uovu mantenia centenars de vilatans, seguidors seus assassinats, durant anys per tal de ser reanimats sota el seu comandament. Quan Ororo confronta amb aquesta revelació a Uovo, aquest invoca el seu exèrcit no-mort; posant també els pares d'Ororo i Ainet sota el seu comandament. Storm utilitza Stormcaster per última vegada per a enfrontar-se a Uovu en una batalla per la divinitat. Derrota el déu fosc, causant que Stormcaster es converteixi en pols. Abans que les persones reanimades per Uovu es dissolguin en el vent, Ororo aconsegueix tenir unes paraules finals amb els seus pares i amb Ainet. Ainet la reconforta pels seus sentiments de que havia descuidat el poble quan va marxar per a unir-se als X-Men, assegurant a Storm que no abandonava el poble, sinó que s'obria al món.

## Poders i habilitats

### Control del clima
Storm es troba entre els mutants més poderosos de la Terra i ha demostrat una gran quantitat d'habilitats, la majoria de les quals són facetes del seu poder per a manipular el clima. Storm posseeix la capacitat psiònica de controlar totes les formes de clima a través de vastes zones. Ha sabut controlar tant els ecosistemes terrestres com els extraterrestres. Pot modificar la temperatura de l'entorn, controlar totes les formes de precipitació i humitat, generar llamps i altres fenòmens atmosfèrics electromagnètics i ha demostrat un excel·lent control sobre la pressió atmosfèrica. Pot incitar totes les formes de tempestes meteorològiques, com ara tornados, tempestes de vent, torbs i huracans, així com la boira. Pot dissipar aquest clima per a aclarir també els cels.
El seu control precís sobre l'atmosfera li permet crear efectes meteorològics especials. Pot crear precipitacions a altituds més altes o més baixes del normal, fer que els remolins vagin apuntant longitudinalment en qualsevol direcció, canalitzin l'electromagnetisme ambiental a través del seu cos per a generar explosions elèctriques, congelar objectes i persones, unir contaminants atmosfèrics en pluja àcida o boira tòxica i, juntament amb la seva capacitat natural de volar, invocar corrents de vent prou forts com per a suportar el seu pes i així elevar-se (o altres) i volar a altituds i velocitats elevades. El seu control és tan gran que fins i tot pot manipular l'aire dels pulmons d'una persona.
Storm també ha demostrat la capacitat de controlar les forces naturals que inclouen les tempestes còsmiques, el vent solar, els corrents oceànics i el camp electromagnètic. Ha demostrat la capacitat de separar les molècules d'aigua en oxigen i hidrogen a través d'electròlisi, cosa que li permet respirar sota l'aigua. Mentre està a l'espai exterior, és capaç d'afectar i manipular els mitjans interestel·lars i intergalàctics.
Storm ha demostrat ser sensible a la dinàmica del món natural, i els seus poders psionics sobre el clima es veuen afectats per les seves emocions. Una de les conseqüències d'aquesta connexió amb la natura és que sovint suprimeix els sentiments extrems per tal d'evitar que el seu estat emocional resulti en un clima violent. Storm pot veure la Terra com els patrons climàtics, i és capaç de reconèixer precisament la seva posició geogràfica a través de la interpretació d'aquests patrons. Les habilitats mutants de Storm són limitades per la seva força de voluntat i la força del seu cos. Els Sentinels han considerat Storm com un mutant de nivell Omega.

### Potencial màgic
Els ascendents de Storm són partidaris de l'ús de la màgia i la bruixeria. Molts dels seus avantpassats eren bruixes i sacerdotesses, tant per part de la seva mare sanguínia com de l'adoptiva, Ayesha. La sèrie Mystic Arcana tracta de l'antic avantpassada de Storm, Ashake, que adorava la deessa egípcia Ma'at, també dita Oshtur, la mare d'Agamotto. Oshtur sembla afavorida per part de la línia de sang d'Ororo. Per alguna raó desconeguda, des de l'alçament d'Atlantis, aquesta línia de dones africanes ha donat característiques distintives del cabell blanc, ulls blaus, i un potent potencial màgic. Encara que Storm no ha desenvolupat el seu potencial màgic, aquest s'ha insinuat. La sèrie Mystic Arcana enumera els personatges amb potencial màgic segons la baralla de Tarot de Marvel. El Tarot afirma que Storm és una "gran sacerdotessa", la primera elecció una de cada tres vegades. Les altres vegades va recaure sobre Scarlet Witch i Agatha Harkness. Una Storm d'una línea alternativa es va convertir en la bruixa que va ensenyar bruixeria a Magik i altres contrapartides de Storm en altres univers alternatius tenen un talent màgic considerable. En un altre ordre de coses, s'ha afirmat que l'esperit de Storm és tan fort que ella era capaç d'albergar la consciència d'un avatar (o " entitat còsmica") d'Eternity; en una reunió formada per ella mateixa, Doctor Strange, Black Panther, Silver Surfer, i els Quatre Fantàstics, ella i Doctor Strange van ser els únics candidats viables.

### Combat i furt
Storm és una lladre experta i una hàbil lluitadora especialitzada en la lluita cos a cos, entrenada per Achmed el-Gibar, el professor X, Wolverine, i T'Challa, Black Panther. Mitjançant l'ús d'una estratègia superior, Storm ha superat enemics físicament més forts com Callisto i Crimson Commando en combats cos a cos. Storm és una excel·lenta tiradora amb pistoles i és experta en l'ús de ganivets. Storm també parla rus, àrab, i suahili fluid. Com a part de la seva parafernàlia, Storm porta un conjunt de rossinyols (amb els quals té una capacitat extraordinària per a forçar panys; en una aparició primerenca va ser capaç d'obrir un pany amb les dents quan la seva coordinació física havia estat reduïda al nivell d'un nadó i el seu robí ancestral, que li permet el transport inter-dimensional amb l'ajut del seu llamp.

### Habilitats i trets físics
Els poders meteorològics de Storm li permeten al seu cos compensar els extrems climàtics; en una ocasió, mentre estava tractant de controlar una tempesta antinatural, es va sentir aclaparada quan la seva temperatura corporal augmentava massa. A The Official Handbook of the Marvel Universe - X-Men (2004) es diu que els seus poders li permeten respirar movent-se a qualsevol velocitat i protegir-se de la fricció de l'aire, tot garantint la seva protecció contra temperatures extremes de calor i fred; al All-New Official Handbook of the Marvel Universe Update núm.1 (2007) s'estableix que el cos de Storm canvia de temperatura en oposició al seu entorn, de manera que com més fred sigui el medi ambient més càlid esdevindrà el seu cos, i com més càlid el medi ambient més es refredarà el seu cos.
El seu cos compensa també la disminució ràpida o l'augment de la pressió atmosfèrica. Pot veure en una foscor gairebé completa i té una destresa excel·lent. Storm ha estat descrita com una de les voluntats més fortes dels X-Men, sent molt resistent als atacs psíquics, especialment en paral·lel als camps elèctrics que crea al voltant d'ella mateixa. Els telèpates han trobat dificultats per a fer-ne el seguiment i explorar els seus pensaments. Diversos d'aquests trets són independents del seu estat mutant i són el resultat de la seva ascendència. A més, en utilitzar els seus poders, els ulls de Storm es tornen blancs.
Storm ha estat declarat com un possible mutant de nivell Omega.
El veritable nom de Storm "Ororo" es tradueix en la seva llengua com "bellesa".

## Altres versions
Storm apareix en gran nombre de terres alternatives entre les més relacionades amb la continuïtat tradicional es poden destacar la Terra-8280 on va ensenyar bruixeria a Magik; la dels dies del futur passat (Terra-811); la d'Age of Apocalypsis, un món creat quan David Haller va matar accidentalment el seu pare en el passat, Charles Xavier, abans que fundés els X-Men i abans que l'engendrés; o Blood Storm, on manté la seva set de sang després de ser mossegada per Dràcula, en un món on va anar a petar també Havok.
Per nombre d'aparicions destaca la Storm de la Terra Ultimate, una realitat independent de l'original en un intent d'actualitzar l'Univers Marvel, a la què es va posar fi amb les citades Secret Wars.
Va tenir una versió a Amalgam Comics, fusionada amb Wonder Woman de D.C. per aconformar l'Amazon.

## En altres mitjans
| Les actrius Halle Berry i Alexandra Shipp són les dues intèrprets successives del personatge al cinema. |  | Les actrius Halle Berry i Alexandra Shipp són les dues intèrprets successives del personatge al cinema. |
| Les actrius Halle Berry i Alexandra Shipp són les dues intèrprets successives del personatge al cinema. |  | |

Storm ha fet nombroses aparicions en altres mitjans, incloent sèries de dibuixos animats: X-Men (1992-1997), X-Men: Evolution (2000-2003), i Wolverine i els X-Men (2009). Ha aparegut en cinc pel·lícules de X-Men; és interpretada per l'actriu Halle Berry en quatre de les pel·lícules (la trilogia original formada per X-Men (2000), X-Men 2 (2003), i X-Men: La decisió final (2006) i a X-Men: Days of Future Past (2014)) i el seu jo més jove és encarnat per Alexandra Shipp a X-Men: Apocalypse (2016) i a X-Men: Dark Phoenix (2019). Algunes d'aquestes pel·lícules i sèries són les úniques vegades que el personatge ha parlat en català, amb el nom traduït com Tempesta. Les pel·lícules i sèries també són terres alternatives. Les primeres pel·lícules tenen lloc a una mateixa terra alternativa en la qual comença X-Men: Days of Future Past. En aquesta es crea una nova línea temporal, on tenen lloc les següents pel·lícules de mutants, inclosa la primera de Deadpool.
També ha estat en un gran nombre de videojocs: una aparició com a convidada a Spider-Man: Web of Shadows i un personatge jugable en tots els jocs de la sèrie X-Men Legends/Marvel: Ultimate Alliance.

## Sèries protagonitzades

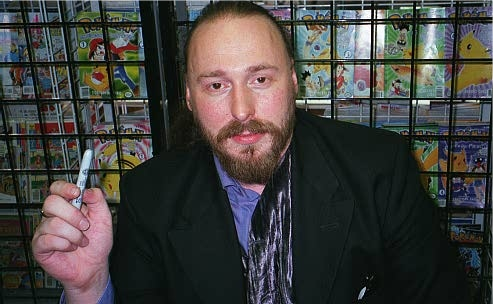
Warren Ellis l'any 2000.

La major part de les aparicions del personatge han tingut lloc a les sèries de X-Men. També ha protagonitzat les següents sèries de forma individual o compartida amb Gambit:
- Storm vol.1 (1996) amb guió de Warren Ellis i dibuix de Terry Dodson.
- Ororo: Before the Storm (2005) amb guió de Marc Sumerak i dibuix de Carlo Barberi.
- Storm vol.2 (2006) amb guió d'Eric Jerome Dickey i dibuix de David Yardin i Lan Medina.
- X-Men: Worlds Apart (2008-2009) amb guió de Christopher Yost i dibuix de Diogenes Neves.
- Storm vol.3 (2014-2015) amb guió de Greg Pak i dibuix de Victor Ibáñez, Al Barrionuevo i Neil Edwards.

Aquestes han tingut les següents recopilacions:

| Títol                                       | Material recopilat                                                                            | Data de publicació | ISBN           |
| ------------------------------------------- | --------------------------------------------------------------------------------------------- | ------------------ | -------------- |
| X-Men: Storm by Warren Ellis & Terry Dodson | Storm Vol. 1 núm.1-4                                                                          | Octubre de 2013    | 978-0785185017 |
| X-Men: Worlds Apart                         | X-Men: Worlds Apart núm.1-4, Black Panther Vol. 4 n°26 i Marvel Team-Up núm.100 (2ª història) | Desembre de 2009   | 978-0785135333 |
| Astonishing X-Men: Storm                    | Storm Vol. 2 núm.1-6                                                                          | Gener de 2008      | 978-0785119562 |
| Astonishing X-Men: Ororo - Before The Storm | Ororo - Before the Storm núm.1-4                                                              | Desembre de 2005   | 978-0785118190 |
| Storm Vol. 1: Make it Rain                  | Storm Vol. 3 núm.1-5                                                                          | Març de 2015       | 978-0785191612 |
| Storm Vol. 2: Bring the Thunder             | Storm Vol. 3 núm.6-11                                                                         | Juliol de 2015     | 978-0785191629 |

## Recepció
En els Glyph Comics Awards de 2007, el Fan Award al millor còmic va ser guanyat per Storm vol. 2, d'Eric Jerome Dickey, David Yardin i Lan Medina, i Jay Leisten i Sean Parsons.
Storm va quedar classificada com el 89è personatge de còmic més gran de tots els temps segons la revista Wizard. IGN Entertainment també la va classificar com el 42è heroi del còmic de tots els temps citant que "els fans han vist a Storm com a lladre, com a membre dels X-Men, com una lluitadora, i fins i tot com una reina. Tot i això, segueix sent un dels herois mutants més ben relacionats", i com la número 8 de la seva llista de "Els 25 millors X-Men" opinant que "encara que Ciclop sigui el líder per defecte dels X-Men, en particular a causa de la seva lleialtat al somni, Storm és la millor opció per a estar en el càrrec ", i com número 37 en la seva llista de 'els Venjadors' Top 50, llista que va sortir quan s'acabava d'unir al grup. Storm va quedar classificada 30 en la llista de les "100 dones més sexys dels còmics" de la Comics Buyer's Guide el 2011.